# Сафонов, Василий Васильевич
Василий Васильевич Сафонов (9 апреля 1914, Колчаново, Санкт-Петербургская губерния — 17 марта 2007, Вологда) — советский театральный актёр, педагог, народный артист РСФСР.

## Биография
Василий Васильевич Сафонов родился 9 апреля 1914 года в селе Колчаново Новоладожского уезда (ныне — Волховский район Ленинградской области). В 1932 году окончил ФЗУ (школу фабрично-заводского ученичества) и работал электромонтёром на целлюлозно-бумажном комбинате посёлка Сясьстрой Ленинградской области. Принимал участие в постановках ТРАМа (Театра рабочей молодёжи).
В 1933 году поступил в театральное училище при Ленинградском государственном академическом театре им. А. Пушкина, но не закончил. С 1935 года выступал в Петрозаводском театре юного зрителя. В 1937—1938 играл в Ленинградском областном ТЮЗе, затем в Ленинградском районном театре. В 1939 году выступал в Вологодском театре юного зрителя, через год — в театре Череповца.
В 1941—1989 годах играл в Вологодском драматическом театре, где стал ведущим актёром театра. В перерывах выступал в театрах Читы (1949—1951) и Саратова (1961—1965).
Будучи актёром Читинского драматического театра, впервые сыграл роль Ленина в спектакле «Семья» И. Попова. Вернувшись в Вологду, в 1950-х — начале 1970-х годов исполнял роль Ленина во всех спектаклях театра. В 1970—1980-е годы играл возрастные и характерные роли.
Избирался депутатом районного, городского и областного Советов народных депутатов, являлся ректором Университета культуры школы МВД СССР.
Умер 17 марта 2007 года в Вологде, похоронен на Пошехонском кладбище.

## Награды и премии
- Заслуженный артист РСФСР (1955).
- Народный артист РСФСР (1970).
- Орден «Знак Почёта» (1981).
- 8 медалей.
- Лауреат областной премии им. А. Яшина за роль Фёдора Касаткина в пьесе В. Белова «Над светлой водой».

## Работы в театре
- «Парень из нашего города» К. Симонова — Сергей Луконин
- «Константин Заслонов» А. Мовзона — Константин Заслонов
- «Анна Каренина» Л. Толстого — Вронский
- «Ревизор» Н. Гоголя — Хлестаков
- «Доходное место» А. Островского — Жадов
- «Без вины виноватые» А. Островского — Незнамов
- «Горе от ума» А. Грибоедова — Чацкий
- «Бесприданница» А. Островского — Карандышев
- «Царь Фёдор Иоаннович» А. К. Толстого — Фёдор Иванович
- «Живой труп» Л. Толстого — Фёдор Протасов
- «Полководец Суворов» И. Бахтерева и А. Разумовского — Суворов
- "Платон Кречет А. Корнейчука — Платон Кречет
- «Нашествие» Л. Леонова — Фёдор Таланов
- «Персональное дело» А. Штейна — Хлебников
- «Семья» И. Попова, «Кремлёвские куранты» Н. Погодина, «Заря над Питером» А. Вербицкого, «Шестое июля» М. Шатрова, «Третья патетическая» Н. Погодина, «Вечный источник» Дм. Зорина, «Коммунист» Е. Габриловича, «Цветы живые» Н. Погодина — В. И. Ленин
- «Порог» А. Дударева — отец
- «Обратная связь» А. Гельмана — Лоншаков
- «Закон вечности» Н. Думбадзе — Иорам
- «Старик» М. Горького — Старик
- «Мачеха» О. Бальзака — граф де Граншан
- «Любовь и голуби» В. Гуркина — Митя
- «Змеелов» по Л. Карелину — Котов
- «Дети Арбата» по А. Рыбакову — Сольц
- «Над светлой водой» В. Белова — Фёдор Касаткин

## Фильмография
- 1963 — Разговор в лесу (короткометражный) — Ленин